# Massif des Gavarres
Le massif des Gavarres est un massif montagneux côtier de Catalogne en Espagne. Il sépare la plaine historique de l'Empordà de la Selva.

## Toponymie
En catalan, Gavarres signifie « gabares ». Deux étymologies sont possibles :
1. de Gavarrera, dénomination catalane du rosier sylvestre et de l'églantier rose ;
2. du grec karabos, avec une métathèse entre le B et le R : « coquille », suivant en ça l'étymologie des bateaux fluviaux (Gavarres).

## Géographie

### Situation
Le massif des Gavarres constitue avec celui de Begur, la partie nord de la Cordillère littorale catalane. Il a la forme d'un grand arc ouvert au nord, à cheval entre les comarques du Baix Empordà et du Gironès, sur une superficie d'environ 350 km2 répartis sur une vingtaine de communes.

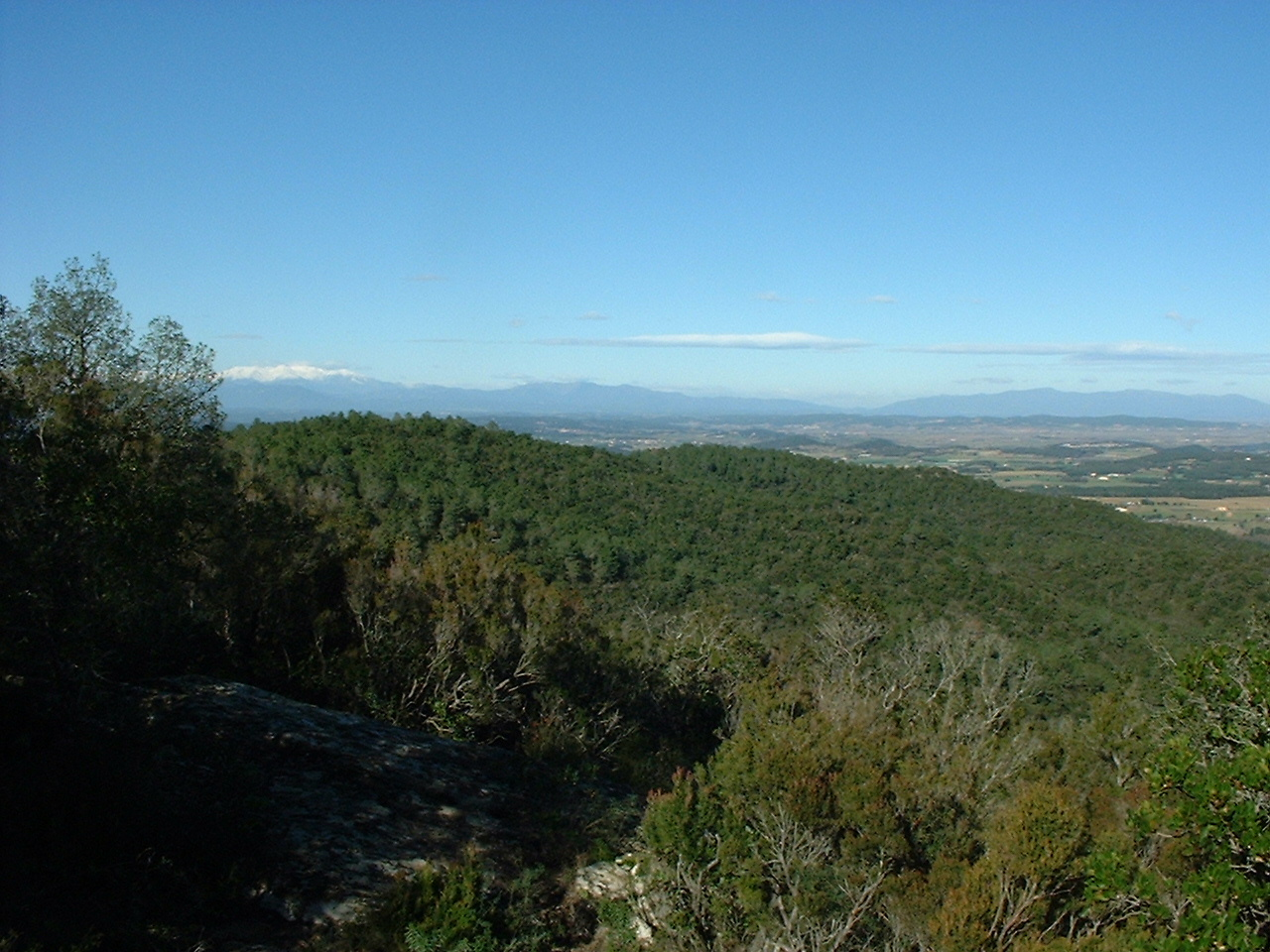
Vue de la serra de Cals, dans les Gavarres.

Le massif délimite au nord la plaine de l'Empordà par un ensemble de collines connues sous le nom de Pregavarres. La partie septentrionale rejoint la Serralada Transversal, qui sépare en ce point les plaines de l'Empordà et de la Selva. La limite ouest est la également la Selva. Au sud, le val d'Aro, marque la frontière entre les Gavarres et le massif de l'Ardenya.

### Topographie
Le massif a une forme arrondie, que Josep Pla a défini comme « éléphantesque ». Il a comme point culminant les sommets jumeaux de la Gavarre et d'Arques, avec respectivement 532 et 527 m d'altitude. Les autres sommets sont la mère de Dieu des Anges (485 m), le Montigalar (467 m), Sainte Pellaia (353 m), le pic Cargol (363 m), et le Montnegre (285 m).
Situées entre des plaines très humides et proche d'un littoral fortement altéré, les Gavarres offrent un paysage forestier étendu visible de loin.

### Population
L'aménagement des Gavarres a toujours reflété les activités et des formes de vie des différentes collectivités humaines qui l'ont peuplé. Les maisons signalent l'importance de l'organisation de la société en familles, les murs en terrasses, les ruisseaux, les moulins, les fours, etc. indiquent les manières par lesquelles ces familles ont pu obtenir de quoi vivre, les églises et les chemins rappellent les manières par lesquelles les familles se sont organisées et les noms des lieux et les légendes reflètent une manière de penser et de percevoir le monde.
Une étude appropriée du massif permet de découvrir les restes d'habitats anciens et permet de reconstituer les modes de vie des habitants des Gavarres.
Après avoir été intensément peuplées, les Gavarres sont aujourd'hui des montagnes pratiquement inhabitées. Il reste seulement trois hameaux avec une population permanente : Saint Pol de la Bisbal, Romanyà de la Selva de Sainte Christine d'Aro et Saint Matthieu du Montnegre (Quart). En plus de ces villages on recense une cinquantaine de mas habités, majoritairement dans la zone littorale et dans la vallée de Celrè (Quart).
En 2000, la population résidente dans les limites de l'espace protégé était de 940 personnes. Cela correspond à une densité inférieure à 0.03 habitant par hectare. Le processus d'abandon des mas initié au milieu du XXe siècle, se poursuit de manière continue jusqu'aux années 1990. À partir de cette période, un nouveau processus de réappropriation du massif commence. C'est un processus lent mais continu. L'achat de mas comme première ou seconde résidence est aujourd'hui la tendance la plus importante. C'est sans doute celle qui aura le plus de conséquence sur l'espace naturel.
La majeure partie des Gavarres est de propriété privée (98,2 %). Les terrains domaniaux et publics sont peu nombreux et très fragmentés, à l'exception notable de la finca de can Vilallonga de Cassà de la Selva. Cette forêt domaniale de 245 ha est représentative des subéraies et des pinèdes du massif.
Les forêts du massif sont peu fragmentées. Seul 6,3 % de l'espace est utilisé pour des activités agricoles. La répartition foncière est par contre fragmentée en de nombreuses propriétés privées, dont la majorité ne dépasse pas 25 ha. Les propriétés de grandes dimensions (plus de 100 ha) se trouvent pour la plupart dans la zone centrale du versant nord. Dans cette zone, la commune qui a la forêt domaniale la plus dense est Cruïlles, Monells i Sant Sadurní de l'Heura.

## Histoire

### Préhistoire
Les premiers groupes humains sont arrivés dans les plaines qui entourent les Gavarres il y a 100 000 ans. C'étaient de petits groupes nomades qui vivaient de la cueillette de fruits sylvestres et de la chasse. Ils suivaient les troupeaux d'animaux qui leur fournissaient alimentation et vêtements. Au début du Néolithique, il y a 5 000 ans, voit l'apparition de l'agriculture et de l'élevage. En conséquence, les humains établissement les premières étables à l'air libre. Cependant, la fragilité des constructions (bois, branches) n'a permis la localisation d'aucun reste.
Les croyances dans l'au-delà leur font construire de grands ensembles mégalithiques dont ils se servent comme tombeaux collectifs. Les corps des défunts sont déposés à l'intérieur et sont très souvent accompagnés d'objets funéraires. plus de 40 monuments mégalithiques ont été conservés dans les gavarres. Ils sont répartis en 3 secteurs : Fitor et ses environs, Romany de la Selva et Calonge.
Les sépultures en corridors sont les plus anciennes (3200 - 2500 av. J.-C.). Elles sont formées par une chambre et un corridor plus bas et étroit clairement différencié (Mas Bouserenys, à Santa Cristina d'Aro). Les autres tumuls catalans dérivent des précédentes et sont un peu plus modernes (2500-2100 av. J.-C.). Le corridor et la chambre sont un peu différents et habituellement plus grands et plus larges. Il en existe trois petites à Fitor et deux de grande dimension à Romanyà a Torrent. Les chambres uniques sont plus simples et modernes (2100-1500 av. J.-C.). Elles ont une forme rectangulaire ou polygonale (Puig ses Forques, a Calonge i Tres Peus, a Fitor). Enfin, les cistes sont de petites boites rectangulaires normalement excavées en sous-sol. Chronologiquement ils coïncident avec les sépultures à corridor. Il en existe plusieurs dans le massif.
D'autres monuments mégalithiques sont présents dans les Gavarres, notamment des menhirs et des puits artificiels essentiellement concentrés dans le secteur de la Calonge.

## Activités
L'expansion et la spéculation urbaine alimentée par la proximité de la Costa Brava ont causé d'importantes agressions sur le massif. Il existe plus d'une vingtaine d'urbanisations. La majorité est située près du littoral, mais il en existe également dans les zones centrales. C'est le produit d'une fièvre d'urbanisation initiée dans les années 1960 et qui ne s'arrête pas. Elle est favorisée par les intérêts spéculatifs des propriétaires et des promoteurs, par un manque de politique et d'organisation territoriale et par la permissivité des administrations.
Au-delà d'une transformation marquée du paysage, ces urbanisations génèrent des problèmes d'accès, de gestion des ressources et  des résidus, et introduisent un important risque d'incendie dans le massif. De nombreux plans d'urbanisations municipaux ont été arrêtés. Les communes favorisent la mise aux normes légales et la consolidation des urbanisations déjà existantes.
La croissance urbaine et la promotion touristique impliquent la construction de nouvelles routes et au dédoublement de celles qui existent déjà. Dans de nombreux cas, ces infrastructures divisent dangereusement des écosystèmes.
L'approvisionnement électrique des habitants et particulièrement des estivants a impliqué la construction de lignes haute tension sur le massif. Elles génèrent une dégradation du paysage et un risque d'incendie accru. Trois lignes haute tensions sont construites sur le massif. Une quatrième est en construction entre Juià et Castell d'Aro.

### Protection environnementale
Les Gavarres, Parc naturel
De manière parallèle à la valorisation du patrimoine des Gavarres, les derniers 25 ans ont été également des années de revendication et de lute pour la sauvegarde du massif.
« Profondément concerné par ce que les Gavarres ont représenté pour nos villages, nous voulons manifester publiquement l'indignation et la tristesse que nous sentons devant la progression d'un processus de dégradation qui met en péril sa condition d'espace naturel ouvert à tous ».
Par ces paroles commence le manifeste public présenté en fin d'années 1975. Il rassemble plus de 5 000 signatures. Il dénonce le processus de dégradation du massif, exige que s'arrêtent les urbanisations, que soient stoppées les plantations d'eucalyptus et finalement, il demande le classement du massif comme parc naturel. En 1977 est constituée l'Association des amis et défenseurs des Gavarres qui devient Coordination des Amis des Gavarres en 1986 après son union avec une association de Girone. Le 20 novembre 1979, la commission d'Urbanisme de Girone va accorder le référencement préventif comme parc naturel des Gavarres. En 1988, la direction Générale des Politiques Territoriales élabore l'avant projet du Parc naturel des Gavarres, initiative qui n'a pas eu de suite.
Les Gavarres, espace dans le PEIN
La reconnaissance des valeurs scientifiques, écologiques, paysagistes, culturelles et sociales des Gavarres sont la raison de son référencement comme Espace d'intérêt naturel (EIN) par le gouvernement de la généralité de Catalogne en décembre 1992lors de l'approbation du Plan d'espace d'intérêt naturel (PEIN). Cependant, certains zones adjacentes n'y sont pas incluses. 
La délimitation définitive de l'EIN des Gavarres n'est intervenue qu'en 2006. La superficie protégée est de 28 671,98 ha. Cette surface n'est pas constructible, et reste définitivement exclue des urbanisations situées sur le versant sud du massif. Les futurs enjeux sont d'organiser la gestion de ce parc de manière compatible avec les valeurs qui ont impliqué sa protection juridique.